# 半玉
半玉（はんぎょく）は、関東地方を中心とした花柳界における年少芸妓（芸者の見習い）のことである。別名「おしゃく（しばしば雛妓の字があてられる）」「赤襟」「半線香」など。名前はかつて「玉代（ぎょくだい）」が一人前の芸者の半分であったことに由来する。全国各地に「半玉」とよばれる存在があるが、ここでは東京の半玉について述べる。

## 服装
髪型は日本髪で唐人髷または桃割れ、少し大きくなると結綿に結ったりもしたという。現在は鬘使用が圧倒的多数だが、かつては地毛結いであった。髪には花かんざしを飾る。
年少芸妓である半玉の着る振袖は、現代にいたるまで「肩揚げ」のついた子供仕様である。また、半玉の間は正式な座敷姿で（白塗り日本髪）お座敷に出るが関西の「舞妓」と異なり正式な形であっても裾は「おはしょり」をしているのが特徴。帯は錦の帯を半玉独特の形（通称「おしゃく結び」・一般に後見結びと呼ばれるものに近い）に結ぶ。半襟は紅系統で豪華な刺繍が施され、足元はぽっくり下駄である。かんざし、着物の雰囲気などに各街の特徴が出ていたようである。

## 年齢
かつては現在の小学校高学年～高校生にあたる年代で半玉に出ていたが、現在は法律の関係から18歳以上（学生不可）にならないと半玉として仕事を始めることはできない。

## 芸事
日本舞踊と鳴り物（太鼓など）をお座敷で披露することが多い。

## 近年の状況
半玉になれる期間は年齢で制限され芸者に比べると短期間であるため座敷着等支度のコストもあり、しかも以前に比べると年齢が高いこともあってか戦後はなり手が少なくなっていた。しかし、近年「京都の舞妓」のように花柳界に注目が集まる対象として「半玉」が各地に再び増えつつある。

## 文献
芸妓も参考のこと。
- 中島花代『小さな芸者さん!お酌チャンno.1!』メディアファクトリー、1992年8月、ISBN 4889912592
- 岡本かの子『雛妓』：新字新仮名 - 青空文庫